# 科尔塞勒 (安省)
科尔塞勒（法語：Corcelles，法語發音：[kɔʁsɛl] ⓘ）是法国东部安省的一个旧市镇，原属于楠蒂阿区。2016年，科尔塞勒与市镇尚多尔合并为新市镇尚多尔-科尔塞勒，新市镇属于贝莱区。

## 地理
科尔塞勒（46°2'8"N, 5°34'28"E）面积14.16 平方千米，位于法国奥弗涅-罗讷-阿尔卑斯大区安省，该省份为法国东部省份，北起汝拉省，西北接索恩-卢瓦尔省，西接罗讷省和里昂大都会，南至伊泽尔省，东与萨瓦省、上萨瓦省和瑞士接壤。
与科尔塞勒接壤的市镇（或旧市镇、城区）包括：阿朗、布雷诺、尚多尔、伊兹纳沃、朗特奈、乌特里亚兹、维约迪兹纳沃。

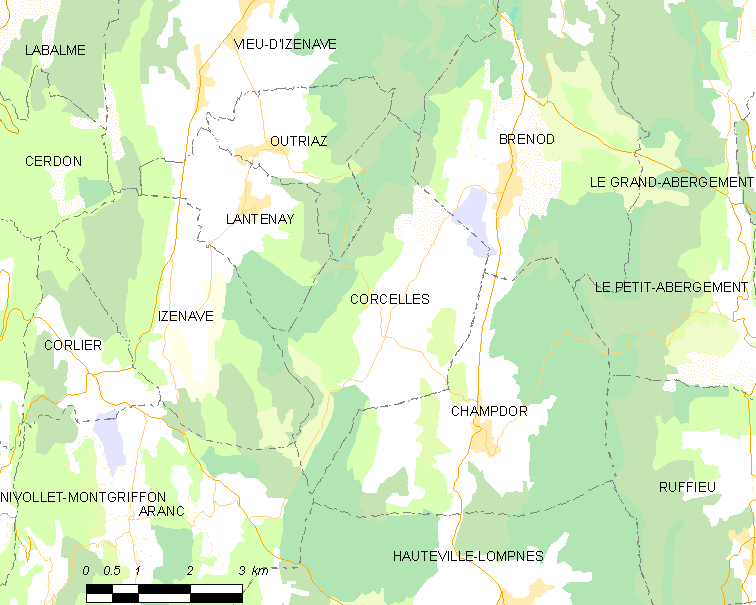
的OSM定位图

科尔塞勒的时区为UTC+01:00、UTC+02:00（夏令时）。

## 行政
科尔塞勒的邮政编码为01110，INSEE市镇编码为01119。

## 政治
科尔塞勒所属的省级选区为普拉托多特维尔县。

## 人口

1962-2008年间人口变化图示

科尔塞勒于2018年1月1日时的人口数量为202人。